# Limnophila nycteris
Limnophila nycteris är en tvåvingeart som beskrevs av Alexander 1943. Limnophila nycteris ingår i släktet Limnophila och familjen småharkrankar. Inga underarter finns listade i Catalogue of Life.